# Église Saint-Jean de Tartu
L'église Saint-Jean (Jaani kirik en estonien) est une église protestante située au 5, Jaani tänav, à Tartu en Estonie.
Elle est connue pour son ensemble de sculptures médiévales en terre cuite unique en Europe du Nord.

## Histoire

### Une construction médiévale

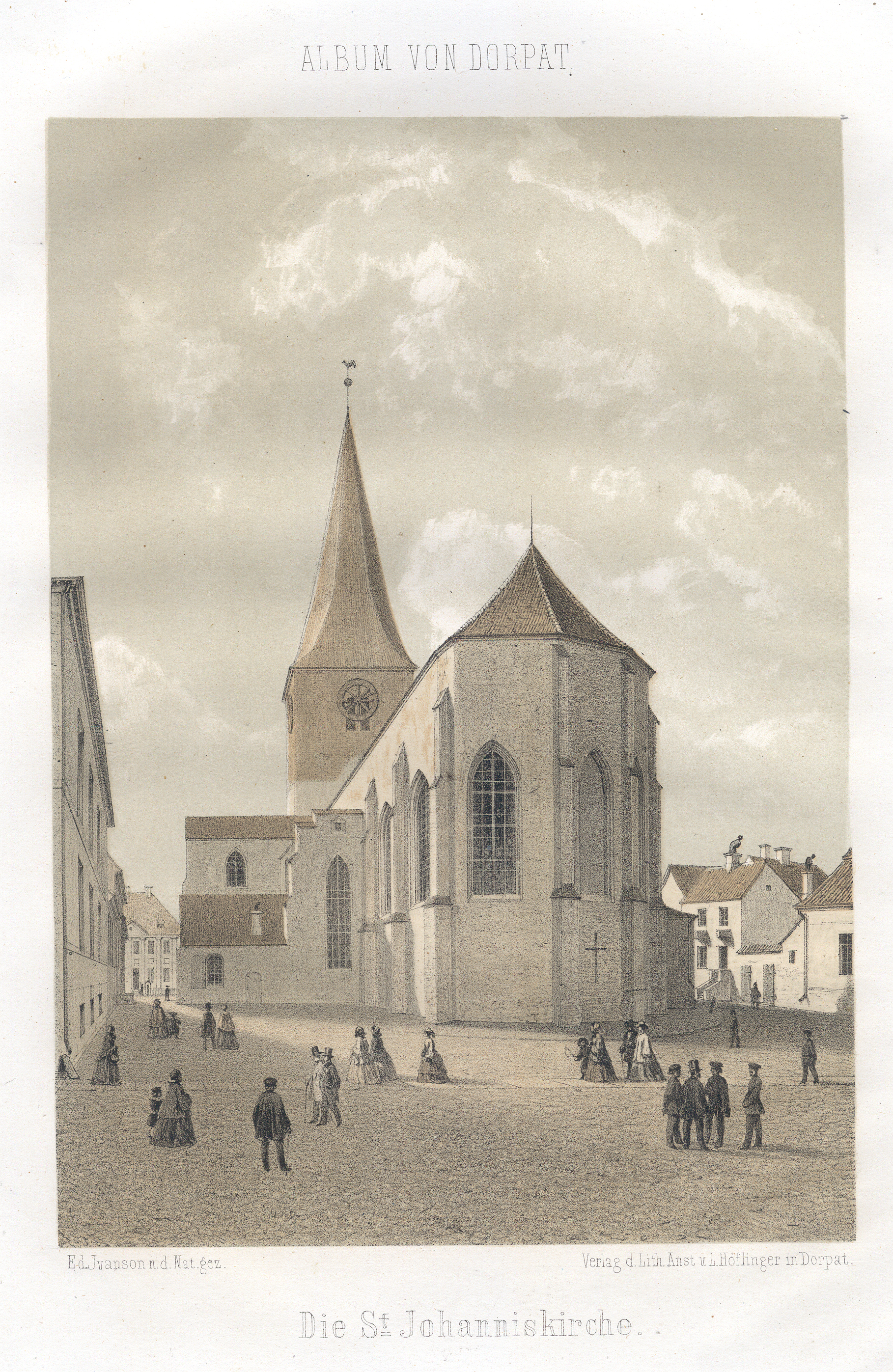
L'église Saint-Jean en 1860 par Louis Höflinger.

À l'époque des croisades baltes, le fort de Tarbatu (ou Tharbata, ou Tartu) fut à maintes reprises pris et repris par les Chevaliers Porte-Glaive et les Estes. En 1224, après que des renforts conduits par le prince Vyachko de Kukenois eurent été installés dans la forteresse, elle fut assiégée et conquise une dernière fois par les croisés allemands. Par la suite, connue sous le nom de Dorpat (Tarbatum), Tartu devint pendant la fin du Moyen Âge un centre commercial d'une importance considérable et la capitale de l'évêché de Dorpat.
Il s'agit de l'une des plus anciennes églises de Livonie et d'Estonie. Des recherches archéologiques ont indiqué l'existence d'une église en bois sur le site au XIIe siècle, ce qui est remarquable puisque cela correspond aux balbutiements de la christianisation de la région et place la construction de l'église au même moment que celle de la cathédrale de la ville. Dédiée à Jean le Baptiste, elle fut construite pour abriter le culte catholique.
Un premier édifice en briques a été bâti au XIIIe siècle. Cependant, les parties les plus anciennes du bâtiment actuel datent du XIVe siècle.

### Église catholique puis temple protestant
Dans les années 1520, la Réforme atteint Tartu et l'église Saint-Jean commence à servir le culte luthérien. Après la déportation en Russie du dernier évêque romain catholique de Dorpat, Herman Wesel, en 1558, le lieu de culte est réservé au seul culte luthérien. Pendant l'occupation soviétique des pays baltes, le bâtiment sert de musée et il est rendu au culte après le recouvrement de l'indépendance de l'Estonie.

## Architecture

### Un bâtiment gothique baltique
Le style du bâtiment, le gothique de brique, est caractéristique de la région et accompagne la progression des Chevaliers Porte-Glaive et des marchands de la Ligue Hanséatique. 

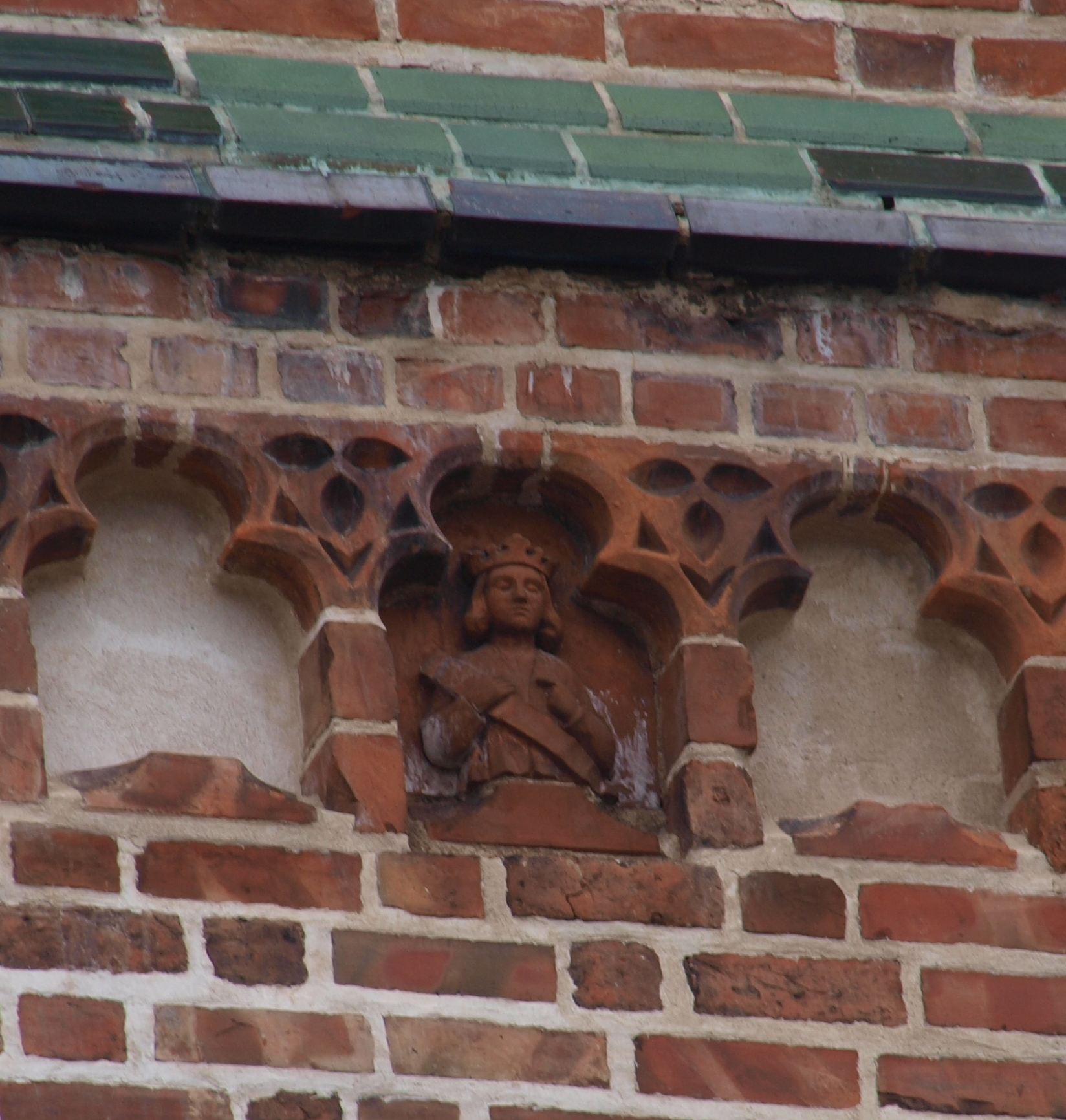
L'une des 2000 figurines en terre cuite de l'église Saint-Jean

### Bas-reliefs en terre cuite
La singularité de l'édifice est la présence de nombreuses sculptures. En effet, le gothique de brique se caractérise normalement par l'absence ou la rareté de sculptures. L'église en comptait près d'un millier sous la forme de petites figurines en terre cuite présentes sur le tympan ainsi que les façades extérieures.
Près de 200 d'entre elles nous sont parvenues. Elles ont fait l'objet d'une importante campagne de restauration à la fin des années 1990 soutenue par le Fonds mondial pour les monuments.
Les originaux sont désormais exposés à l'intérieur de l'église et des copies ornent le lieu de culte.

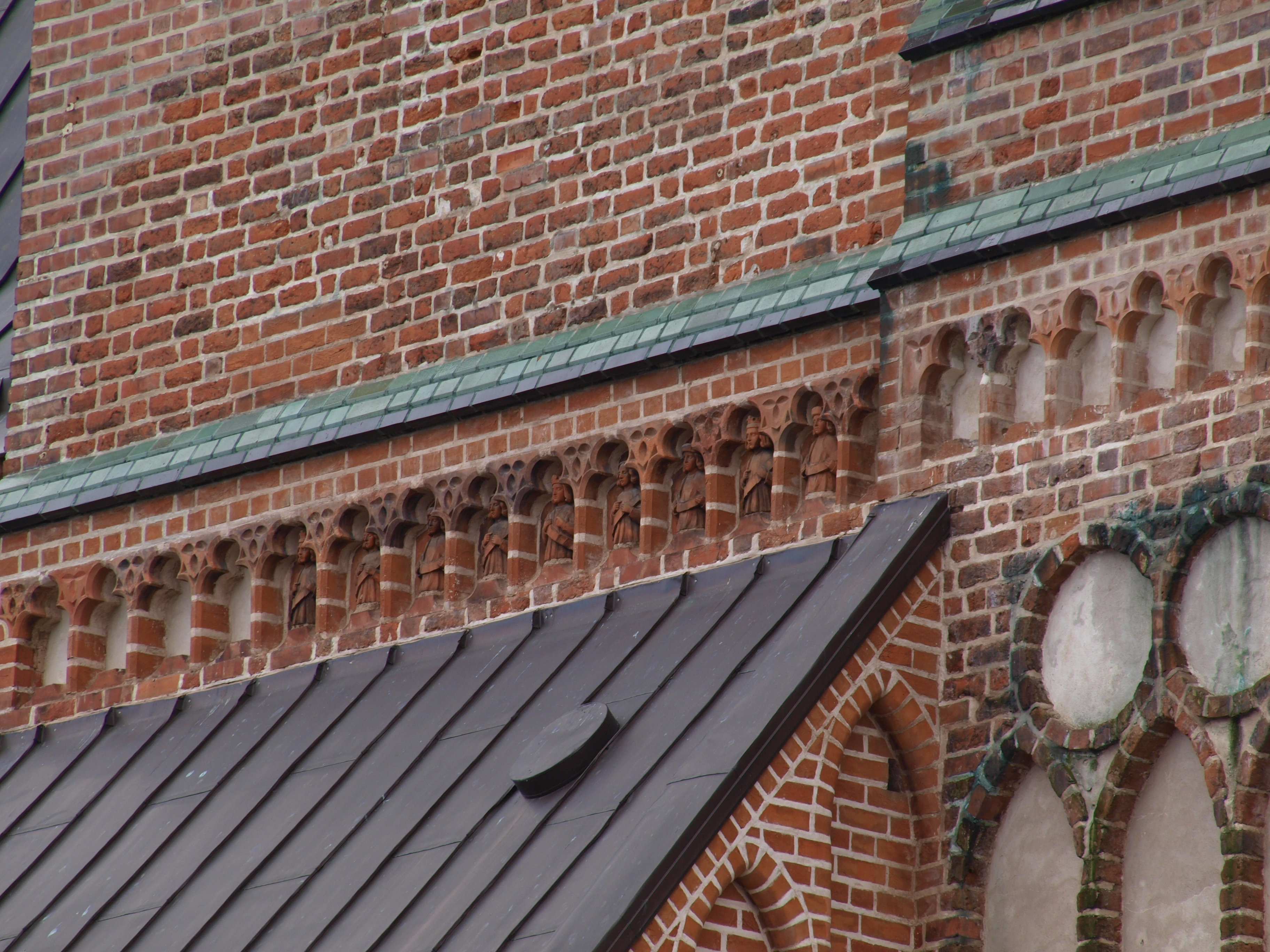
Sculptures en terre cuite sur une des façades de l'édifice

### Destruction et restauration de l'édifice
Endommagée une première fois par la Grande guerre du Nord, elle connait une première restauration importante au XVIIIe siècle et des chapelles baroques sont ajoutées en 1746 et 1769.
Ravagée par le grand incendie de Tartu de 1775 qui s'est déclaré à quelques mètres, il subit une nouvelle rénovation.
Bombardée pendant la Seconde Guerre mondiale par les Soviétiques en 1944, l'église est l'objet d'une importante reconstruction après-guerre pendant seize ans.

## Galerie

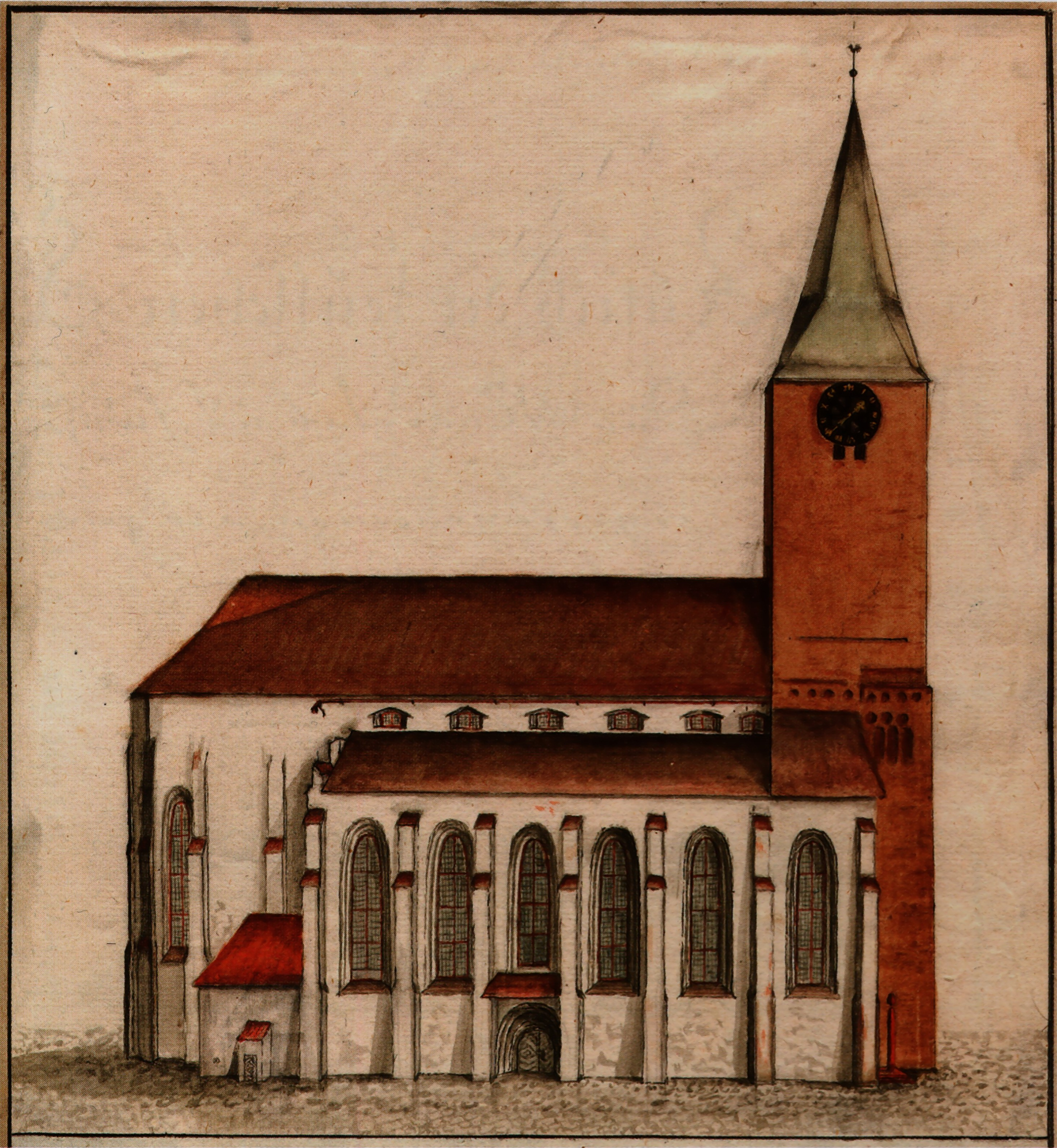
L'église en 1794 par Körber
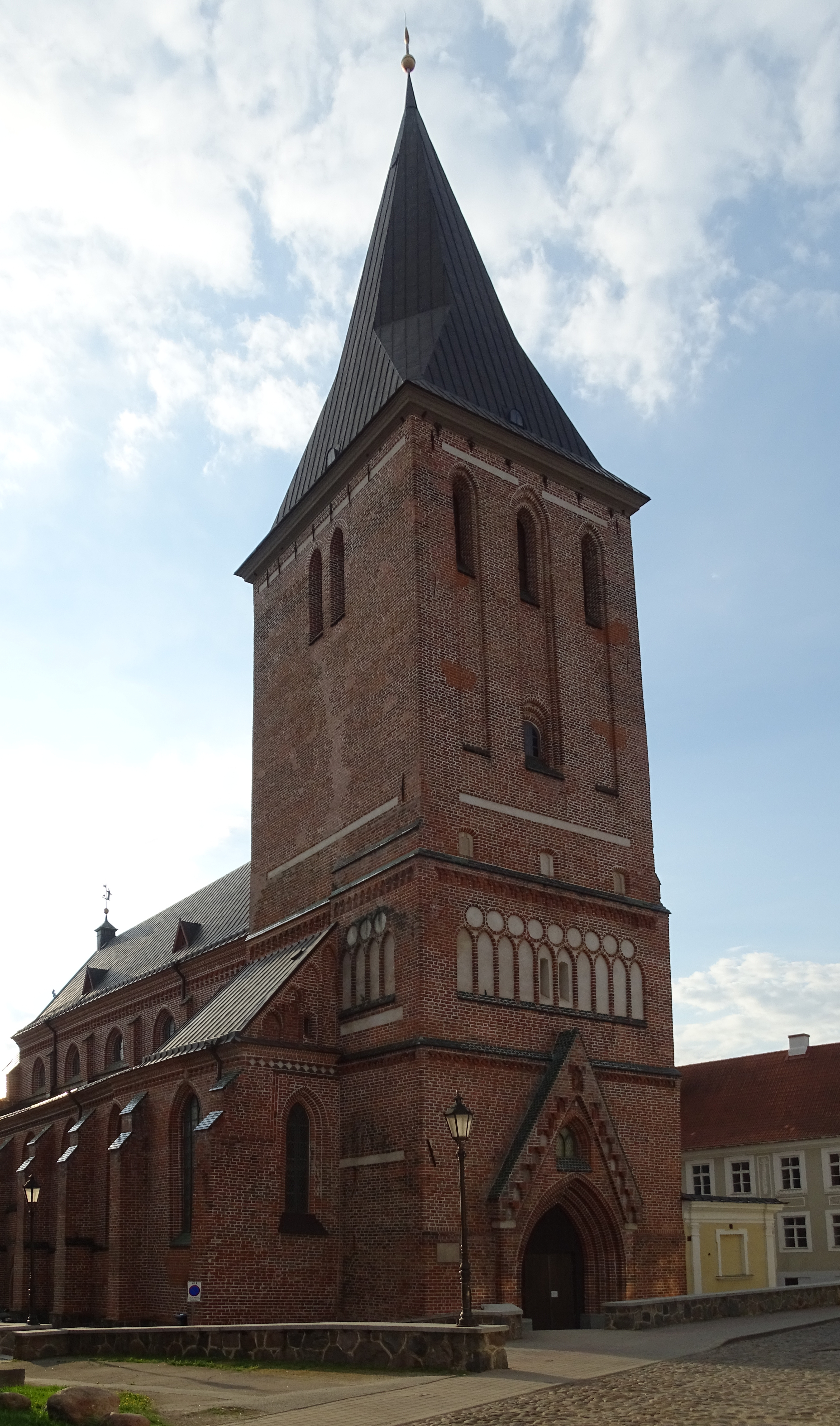
Le clocher et l'entrée principale de l'église surmontée d'un tympan sculptée
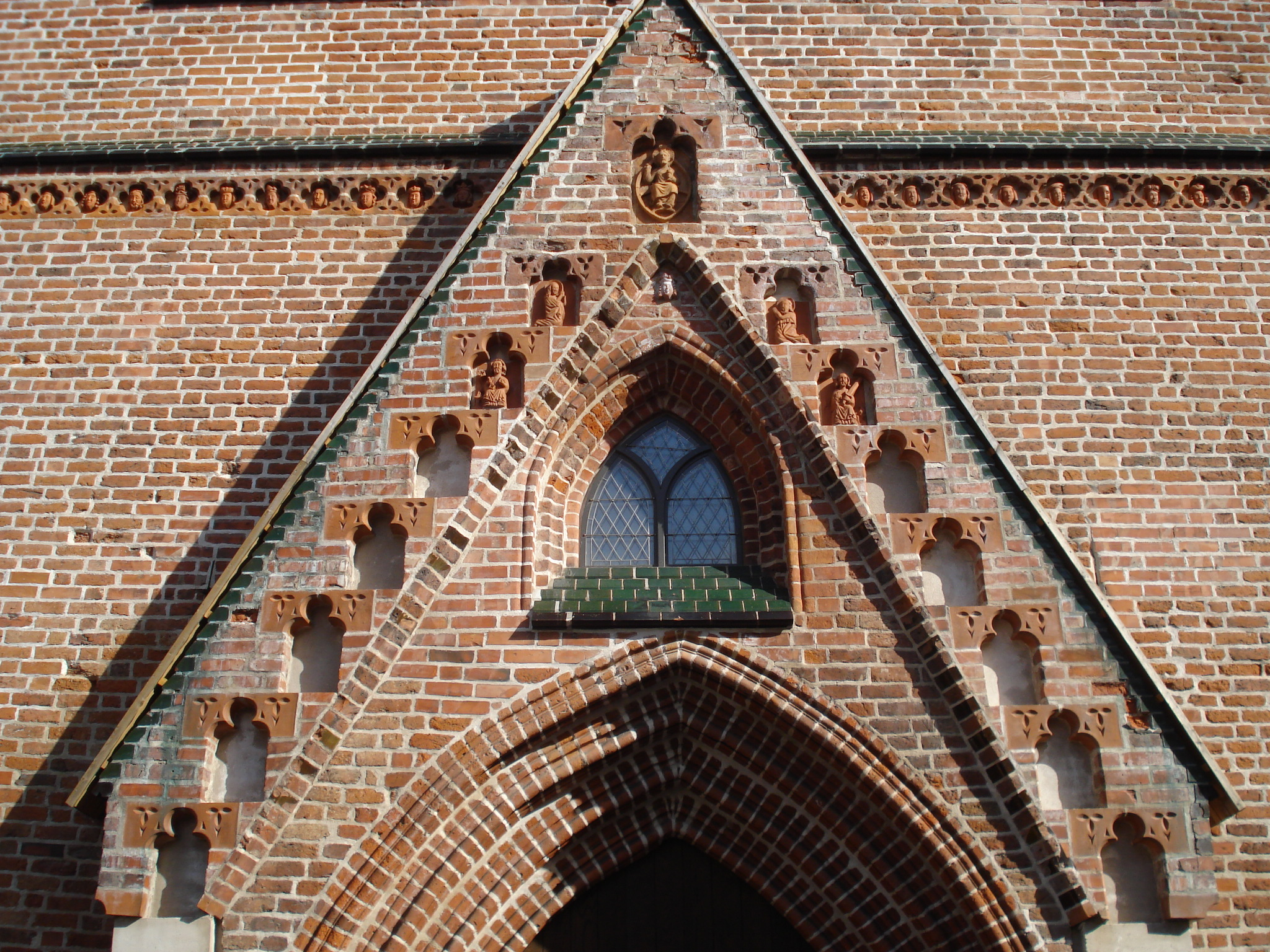
Détail du tympan avec des sculptures en terre cuite
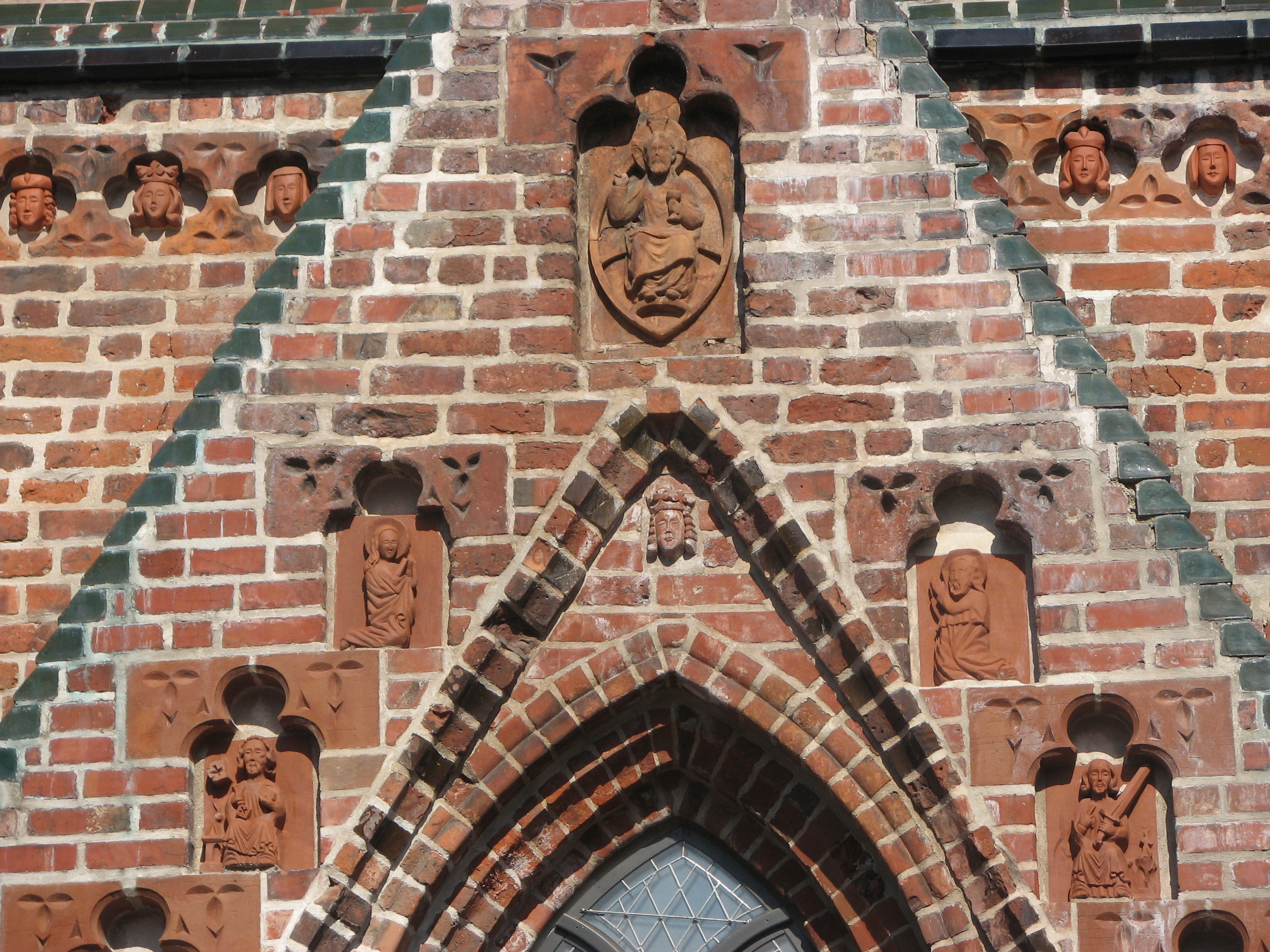
Sculptures en terre cuite
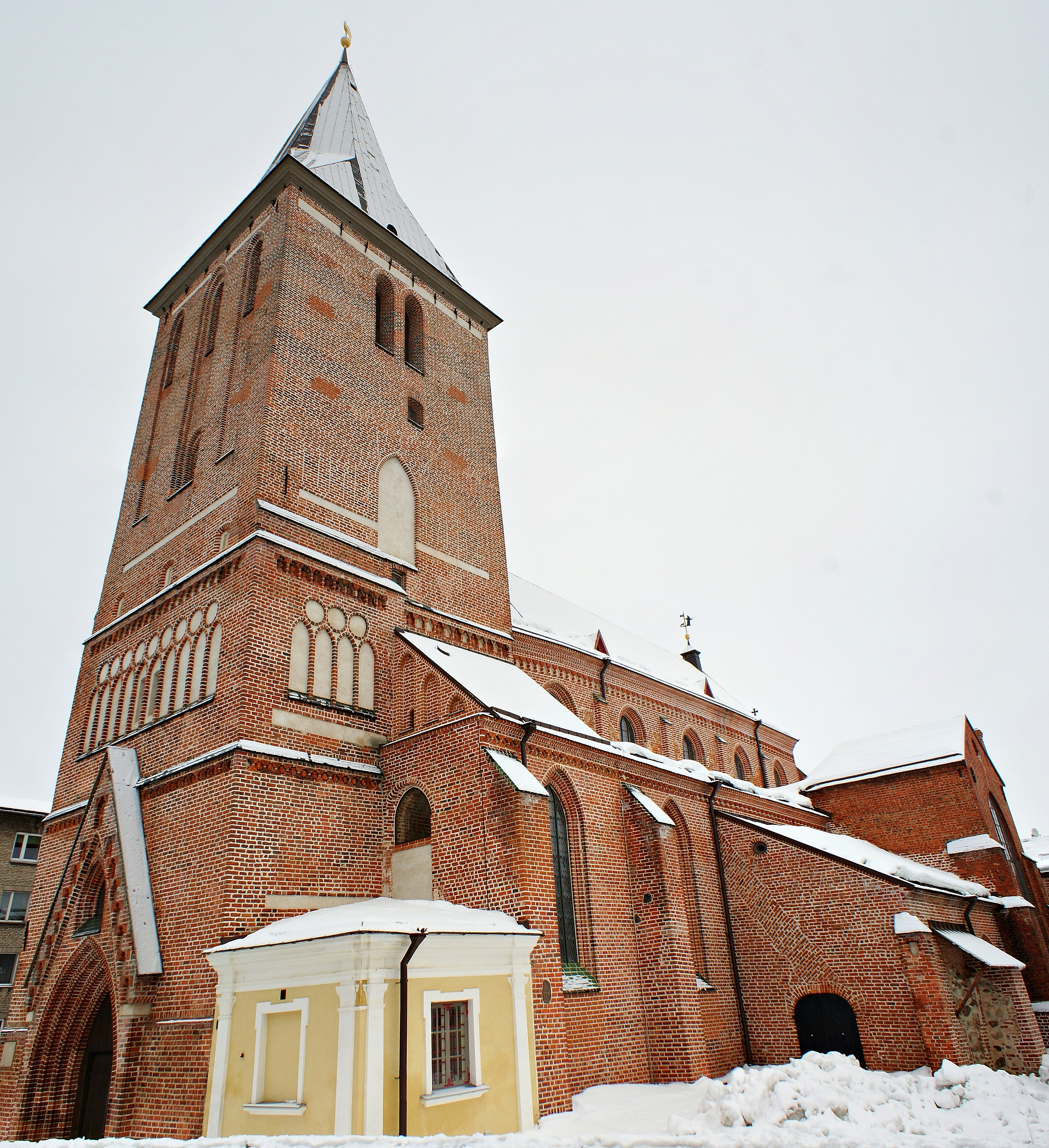
L'église sous la neige
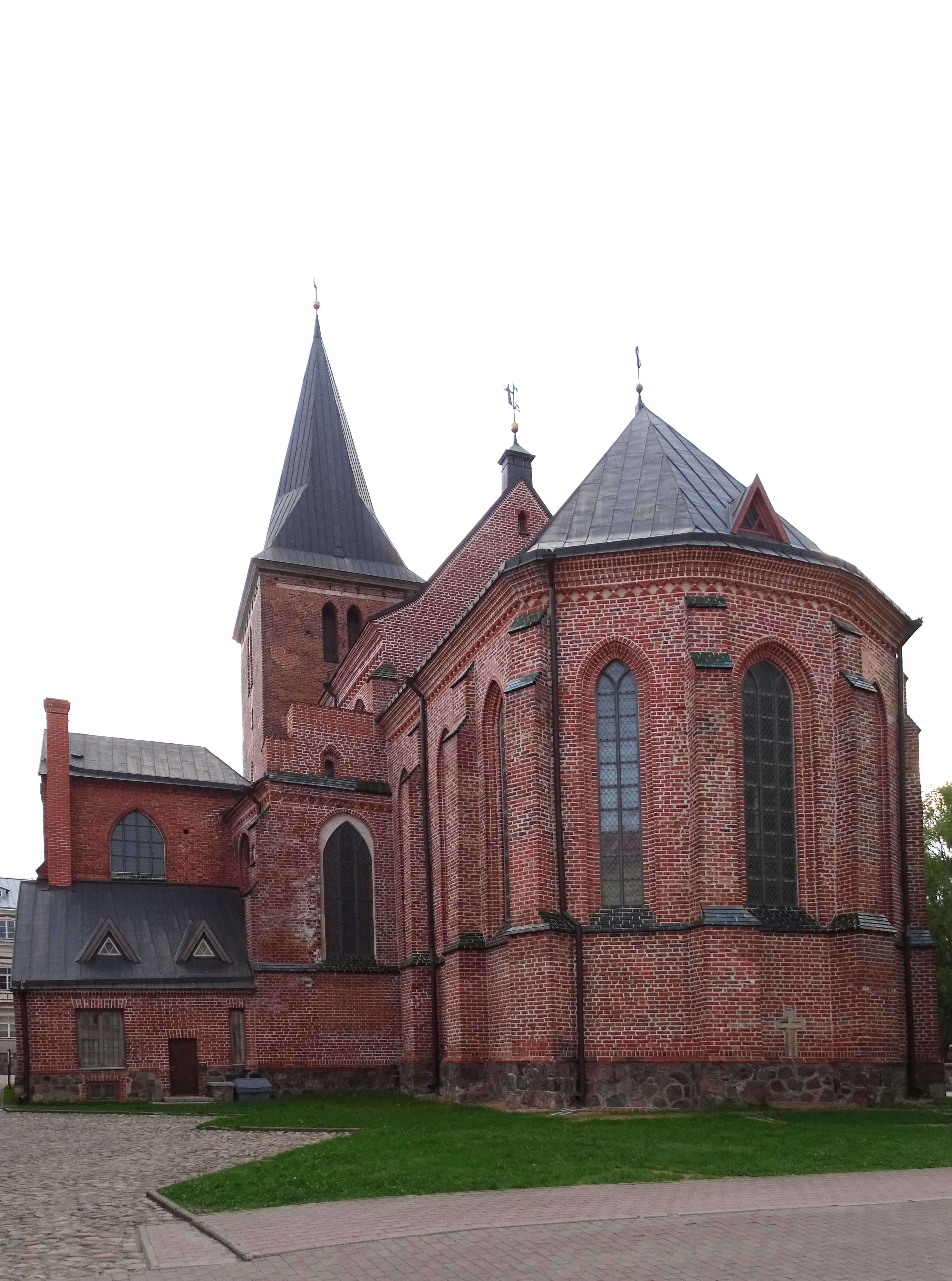
Chevet
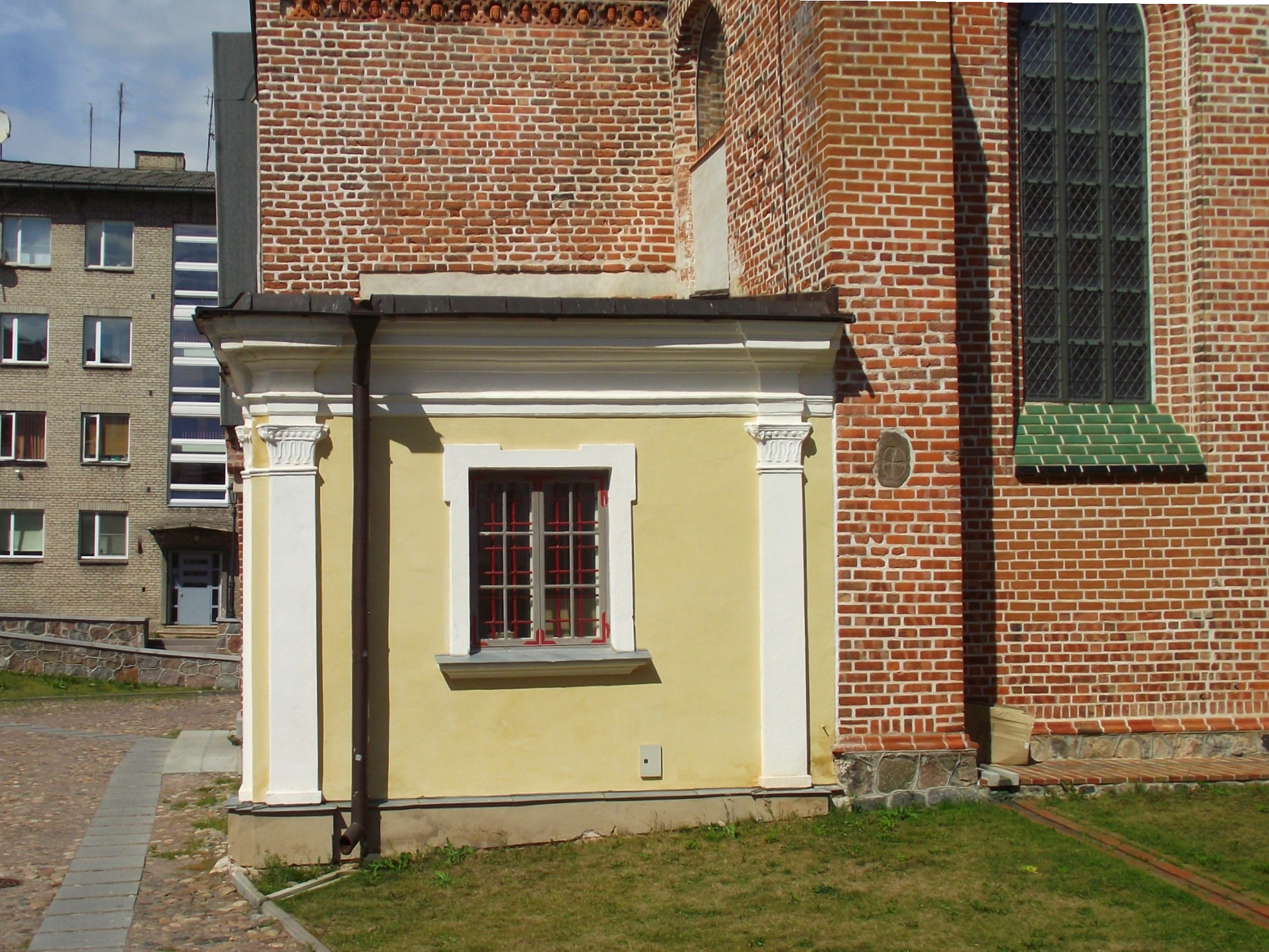
Vue extérieure de l'une des deux chapelles baroques de l'église. Chapelle sépulcrale de Christian Wilhelm von Münnich.
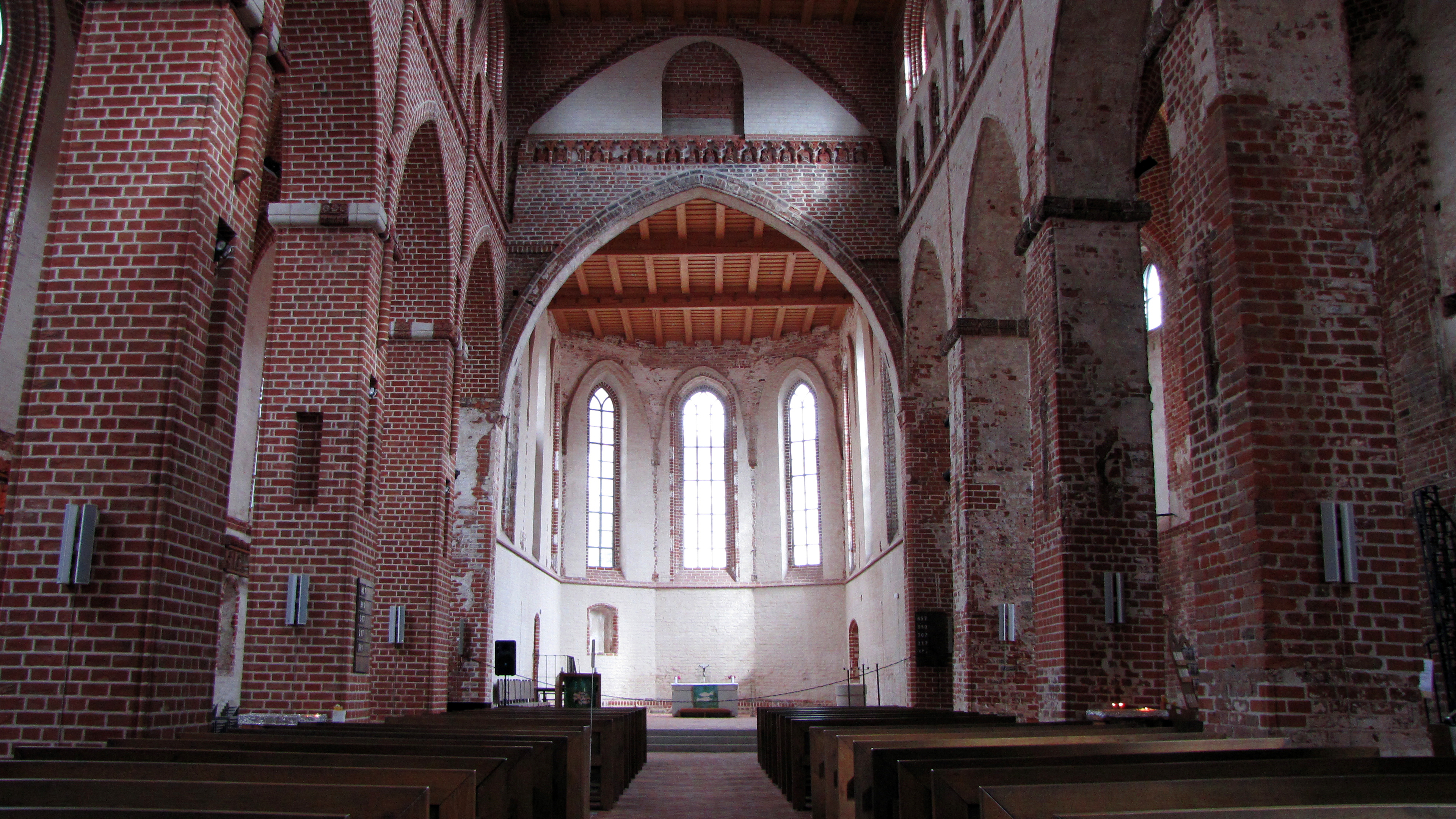
Vue intérieure de l'église avec la nef et le chœur
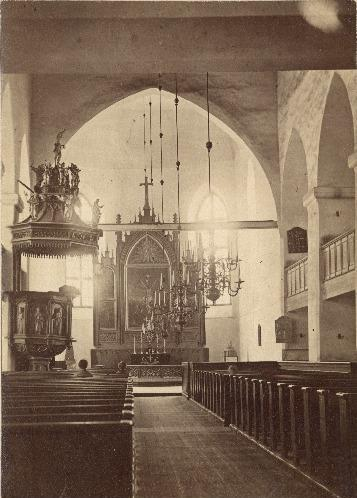
Vue intérieure de l'église en 1901. On observe que les murs en briques sont enduits en blanc
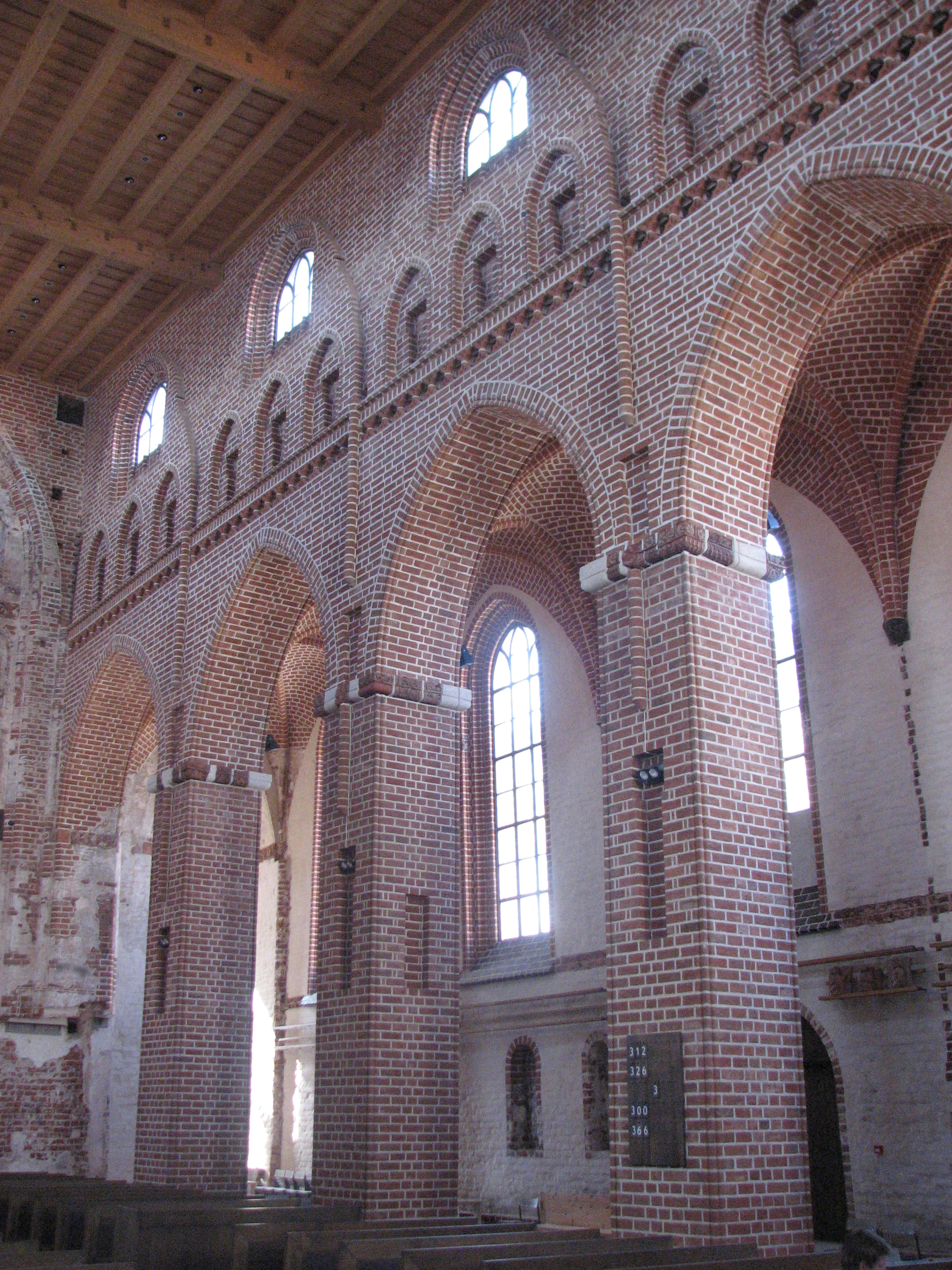
Vue intérieure de l'église. Partie reconstruite après-guerre comprenant arcs brisés, triforium et fenêtres